# مینا هاشمی (بازیکن فوتبال)
مینا هاشمی (فارسی: مینا هاشمی؛ زادهٔ) بازیکن فوتبال است.
وی همچنین در تیم ملی فوتبال زنان ایران بازی کرده‌است.